# Liste des choix de repêchages des Maple Leafs de Toronto
Cette liste contient tous les joueurs de hockey sur glace ayant été repêchés par les Maple Leafs de Toronto, franchise de la Ligue nationale de hockey. Les joueurs listés ci-dessus n'ont pas obligatoirement joué un match sous le maillot de l'équipe.
Elle regroupe les joueurs depuis le Repêchage de 1963 organisé par la LNH en 1962-1963, jusqu’à aujourd’hui. Il s’agit du premier repêchage de l’histoire de la LNH,. Les joueurs sont classés par année de repêchage. Les deux premières colonnes donnent le rang et le tour duquel le joueur a été repêché suivis de son nom, de sa nationalité et de sa position de jeu.

## Les repêchages amateurs

### 1963
| No | Tour | Nom            | Nationalité | Position      |
| -- | ---- | -------------- | ----------- | ------------- |
| 6  | 1er  | Walt McKechnie | Canada      | Centre        |
| 12 | 2e   | Neil Clairmont | Canada      | Ailier gauche |
| 17 | 3e   | Jim McKenny    | Canada      | Défenseur     |
| 21 | 4e   | Gerry Meehan   | Canada      | Centre        |

### 1964
| No | Tour | Nom        | Nationalité | Position     |
| -- | ---- | ---------- | ----------- | ------------ |
| 5  | 1er  | Tom Martin | Canada      | Ailier droit |
| 11 | 2e   | Dave Cotey | Canada      | Attaquant    |
| 17 | 3e   | Mike Pelyk | Canada      | Défenseur    |
| 23 | 4e   | Jim Dorey  | Canada      | Défenseur    |

### 1966
| No | Tour | Nom           | Nationalité | Position      |
| -- | ---- | ------------- | ----------- | ------------- |
| 4  | 1er  | John Wright   | Canada      | Centre        |
| 10 | 2e   | Cam Crosby    | Canada      | Ailier gauche |
| 16 | 3e   | Rick Ley      | Canada      | Défenseur     |
| 22 | 4e   | Dale MacLeish | Canada      | Centre        |

### 1967
| No | Tour | Nom       | Nationalité | Position     |
| -- | ---- | --------- | ----------- | ------------ |
| 16 | 2e   | Bob Kelly | Canada      | Ailier droit |

### 1968
| No | Tour | Nom          | Nationalité | Position  |
| -- | ---- | ------------ | ----------- | --------- |
| 10 | 1er  | Brad Selwood | Canada      | Défenseur |

### 1969
| No | Tour | Nom            | Nationalité | Position      |
| -- | ---- | -------------- | ----------- | ------------- |
| 9  | 1er  | Ernie Moser    | Canada      | Ailier droit  |
| 20 | 2e   | Doug Brindley  | Canada      | Ailier gauche |
| 31 | 3e   | Larry McIntyre | Canada      | Défenseur     |
| 43 | 4e   | Frank Hughes   | Canada      | Ailier gauche |
| 55 | 5e   | Brian Spencer  | Canada      | Ailier gauche |
| 67 | 6e   | Bob Neufeld    | Canada      | Ailier gauche |

### 1970
| No  | Tour | Nom              | Nationalité | Position       |
| --- | ---- | ---------------- | ----------- | -------------- |
| 8   | 1er  | Darryl Sittler   | Canada      | Centre         |
| 22  | 2e   | Errol Thompson   | Canada      | Ailier gauche  |
| 36  | 3e   | Gerry O'Flaherty | États-Unis  | Ailier gauche  |
| 50  | 4e   | Bob Gryp         | Canada      | Ailier gauche  |
| 64  | 5e   | Luc Simard       | Canada      | Ailier gauche  |
| 78  | 6e   | Cal Booth        | Canada      | Ailier gauche  |
| 91  | 7e   | Paul Larose      | Canada      | Attaquant      |
| 104 | 8e   | Ron Low          | Canada      | Gardien de but |

### 1971
| No  | Tour | Nom              | Nationalité | Position      |
| --- | ---- | ---------------- | ----------- | ------------- |
| 22  | 2e   | Rick Kehoe       | Canada      | Ailier droit  |
| 23  | 2e   | Dave Fortier     | Canada      | Défenseur     |
| 30  | 3e   | Ralph Hopiavouri | Canada      | Défenseur     |
| 37  | 3e   | Gavin Kirk       | Angleterre  | Centre        |
| 51  | 4e   | Rick Cunningham  | Canada      | Défenseur     |
| 65  | 5e   | Bob Sykes        | Canada      | Ailier gauche |
| 79  | 6e   | Mike Ruest       | Canada      | Défenseur     |
| 93  | 7e   | Dale Smedsmo     | États-Unis  | Ailier gauche |
| 98  | 7e   | Steve Johnson    | Canada      | Défenseur     |
| 107 | 8e   | Bob Burns        | Canada      | Défenseur     |

### 1972
| No  | Tour | Nom               | Nationalité | Position      |
| --- | ---- | ----------------- | ----------- | ------------- |
| 11  | 1er  | George Ferguson   | Canada      | Centre        |
| 27  | 2e   | Randy Osburn      | Canada      | Ailier gauche |
| 43  | 3e   | Denis Deslauriers | Canada      | Défenseur     |
| 59  | 4e   | Brian Bowles      | Canada      | Défenseur     |
| 75  | 5e   | Michel Plante     | Canada      | Attaquant     |
| 91  | 6e   | Dave Shardlow     | Canada      | Attaquant     |
| 107 | 7e   | Monte Miron       | Canada      | Défenseur     |
| 123 | 8e   | Peter Williams    | Canada      | Attaquant     |
| 139 | 9e   | Pat Boutette      | Canada      | Ailier gauche |
| 143 | 9e   | Garry Schofield   | États-Unis  | Défenseur     |

### 1973
| No  | Tour | Nom            | Nationalité | Position       |
| --- | ---- | -------------- | ----------- | -------------- |
| 4   | 1er  | Lanny McDonald | Canada      | Ailier droit   |
| 10  | 1er  | Bob Neely      | Canada      | Ailier droit   |
| 15  | 1er  | Ian Turnbull   | Canada      | Défenseur      |
| 52  | 4e   | Frank Rochon   | Canada      | Ailier gauche  |
| 68  | 5e   | Gord Titcomb   | Canada      | Ailier gauche  |
| 84  | 6e   | Doug Marit     | Canada      | Défenseur      |
| 100 | 7e   | Dan Follett    | Canada      | Gardien de but |
| 116 | 8e   | Les Burgess    | Canada      | Centre         |
| 132 | 9e   | Dave Pay       | Canada      | Attaquant      |
| 144 | 10e  | Lee Palmer     | Canada      | Défenseur      |
| 147 | 10e  | Bob Peace      | Canada      | Centre         |
| 159 | 11e  | Norm McLeod    | Canada      | Ailier gauche  |

### 1974
| No  | Tour | Nom                    | Nationalité | Position       |
| --- | ---- | ---------------------- | ----------- | -------------- |
| 13  | 1er  | Jack Valiquette        | Canada      | Centre         |
| 31  | 2e   | Tiger Williams         | Canada      | Ailier gauche  |
| 49  | 3e   | Per-Arne Alexandersson | Suède       | Centre         |
| 67  | 4e   | Peter Driscoll         | Canada      | Ailier gauche  |
| 85  | 5e   | Mike Palmateer         | Canada      | Gardien de but |
| 103 | 6e   | Bill Hassard           | Canada      | Centre         |
| 121 | 7e   | Kevin Devine           | Canada      | Ailier gauche  |
| 138 | 8e   | Kevin Kemp             | Canada      | Défenseur      |
| 155 | 9e   | Dave Syvret            | Canada      | Défenseur      |
| 170 | 10e  | Andy Stoesz            | Canada      | Gardien de but |
| 185 | 11e  | Marty Feschuk          | Canada      | Défenseur      |

### 1975
| No  | Tour | Nom              | Nationalité | Position       |
| --- | ---- | ---------------- | ----------- | -------------- |
| 6   | 1er  | Don Ashby        | Canada      | Centre         |
| 24  | 2e   | Doug Jarvis      | Canada      | Centre         |
| 42  | 3e   | Bruce Boudreau   | Canada      | Centre         |
| 78  | 5e   | Ted Long         | Canada      | Ailier gauche  |
| 96  | 6e   | Kevin Campbell   | Canada      | Défenseur      |
| 114 | 7e   | Mario Rouillard  | Canada      | Ailier droit   |
| 132 | 8e   | Ronald Wilson    | Canada      | Défenseur      |
| 149 | 9e   | Paul Evans       | Canada      | Centre         |
| 165 | 10e  | Jean Latendresse | Canada      | Défenseur      |
| 166 | 10e  | Paul Crowley     | Canada      | Ailier droit   |
| 179 | 11e  | Dan D'Alvise     | Canada      | Centre         |
| 180 | 11e  | Jackie Laine     | Canada      | Ailier droit   |
| 188 | 12e  | Ken Holland      | Canada      | Gardien de but |
| 189 | 12e  | Bob Barnes       | Canada      | Défenseur      |
| 191 | 12e  | Gary Burns       | États-Unis  | Ailier gauche  |
| 193 | 12e  | Jim Montgomery   | Canada      | Centre         |
| 199 | 13e  | Rick Martin      | Canada      | Ailier gauche  |

### 1976
| No  | Tour | Nom            | Nationalité | Position     |
| --- | ---- | -------------- | ----------- | ------------ |
| 30  | 2e   | Randy Carlyle  | Canada      | Défenseur    |
| 48  | 3e   | Alain Bélanger | Canada      | Ailier droit |
| 52  | 3e   | Gary McFadyen  | Canada      | Ailier droit |
| 66  | 4e   | Tim Williams   | Canada      | Défenseur    |
| 84  | 5e   | Greg Hotham    | Canada      | Défenseur    |
| 102 | 6e   | Dan Djakalovic | Canada      | Attaquant    |
| 116 | 7e   | Charles Skjodt | Canada      | Centre       |

### 1977
| No  | Tour | Nom             | Nationalité | Position      |
| --- | ---- | --------------- | ----------- | ------------- |
| 11  | 1er  | John Anderson   | Canada      | Ailier droit  |
| 12  | 1er  | Trevor Johansen | Canada      | Défenseur     |
| 24  | 2e   | Bob Gladney     | Canada      | Défenseur     |
| 29  | 2e   | Rocky Saganiuk  | Canada      | Ailier droit  |
| 65  | 4e   | Dan Eastman     | Canada      | Centre        |
| 83  | 5e   | John Wilson     | Canada      | Ailier gauche |
| 101 | 6e   | Roy Sommer      | États-Unis  | Centre        |
| 119 | 7e   | Lynn Jorgenson  | Canada      | Ailier gauche |
| 134 | 8e   | Kevin Howe      | Canada      | Défenseur     |
| 149 | 9e   | Ray Robertson   | Canada      | Défenseur     |

### 1978
| No  | Tour | Nom              | Nationalité | Position       |
| --- | ---- | ---------------- | ----------- | -------------- |
| 21  | 2e   | Joel Quenneville | Canada      | Défenseur      |
| 48  | 3e   | Mark Kirton      | Canada      | Centre         |
| 65  | 4e   | Robert Parent    | Canada      | Gardien de but |
| 81  | 5e   | Jordy Douglas    | Canada      | Ailier gauche  |
| 92  | 6e   | Mel Hewitt       | Canada      | Défenseur      |
| 98  | 6e   | Normand Lefebvre | Canada      | Ailier droit   |
| 115 | 7e   | John Scammell    | Canada      | Défenseur      |
| 132 | 8e   | Kevin Reinhart   | Canada      | Défenseur      |
| 149 | 9e   | Mike Waghorne    | États-Unis  | Défenseur      |
| 166 | 10e  | Laurie Cuvelier  | Canada      | Défenseur      |

## Les repêchages d'entrée
| Sommaire |
| Repêchages amateurs : 1963 \| 1964 \| 1966 \| 1967 \| 1968 \| 1969 \| 1970 \| 1971 \| 1972 \| 1973 1974 \|1975 \| 1976 \| 1977 \| 1978 |
| Repêchages d'entrée : 1979 \| 1980 \| 1981 \| 1982 \| 1983 \| 1984 \| 1985 \| 1986 \| 1987 \| 1988 1989 \| 1990 \| 1991 \| 1992 \| 1993 \| 1994 \| 1995 \| 1996 \| 1997 \| 1998 1999 \| 2000 \| 2001 \| 2002 \| 2003 \| 2004 \| 2005 \| 2006 \| 2007 \| 2008 2009 \| 2010 \| 2011 \| 2012 \| 2013 \| 2014 \| 2015 \| 2016 \| 2017 \| 2018 2019 \| 2020 \| 2021 |
| Références |

### 1979
| No  | Tour | Nom              | Nationalité | Position       |
| --- | ---- | ---------------- | ----------- | -------------- |
| 9   | 1er  | Laurie Boschman  | Canada      | Centre         |
| 51  | 3e   | Norm Aubin       | Canada      | Centre         |
| 72  | 4e   | Vincent Tremblay | Canada      | Gardien de but |
| 93  | 5e   | Frank Nigro      | Canada      | Centre         |
| 114 | 6e   | Bill McCreary    | États-Unis  | Ailier droit   |

### 1980
| No  | Tour | Nom               | Nationalité | Position       |
| --- | ---- | ----------------- | ----------- | -------------- |
| 25  | 2e   | Craig Muni        | Canada      | Défenseur      |
| 26  | 2e   | Bob McGill        | Canada      | Défenseur      |
| 43  | 3e   | Fred Boimistruck  | Canada      | Défenseur      |
| 74  | 4e   | Stew Gavin        | Canada      | Ailier droit   |
| 95  | 5e   | Hugh Larkin       | États-Unis  | Ailier droit   |
| 116 | 6e   | Ron Dennis        | Canada      | Gardien de but |
| 137 | 7e   | Russ Adam         | Canada      | Centre         |
| 158 | 8e   | Fred Perlini      | Canada      | Centre         |
| 179 | 9e   | Darwin McCutcheon | Canada      | Défenseur      |
| 200 | 10e  | Paul Higgins      | Canada      | Ailier droit   |

### 1981
| No  | Tour | Nom                | Nationalité | Position      |
| --- | ---- | ------------------ | ----------- | ------------- |
| 6   | 1er  | Jim Benning        | Canada      | Défenseur     |
| 24  | 2e   | Gary Yaremchuk     | Canada      | Centre        |
| 55  | 3e   | Ernie Godden       | Canada      | Centre        |
| 90  | 5e   | Normand Lefrançois | Canada      | Ailier gauche |
| 102 | 5e   | Barry Brigley      | Canada      | Centre        |
| 132 | 7e   | Andrew Wright      | Canada      | Défenseur     |
| 153 | 8e   | Richard Turmel     | Canada      | Défenseur     |
| 174 | 9e   | Greg Barber        | Canada      | Défenseur     |
| 195 | 10e  | Marc Magnan        | Canada      | Ailier gauche |

### 1982
| No  | Tour | Nom                | Nationalité     | Position       |
| --- | ---- | ------------------ | --------------- | -------------- |
| 3   | 1er  | Gary Nylund        | Canada          | Défenseur      |
| 24  | 2e   | Gary Leeman        | Canada          | Ailier droit   |
| 25  | 2e   | Peter Ihnacak      | Tchécoslovaquie | Centre         |
| 45  | 3e   | Ken Wregget        | Canada          | Gardien de but |
| 73  | 4e   | Vladimír Růžička   | Tchécoslovaquie | Centre         |
| 87  | 5e   | Eduard Uvira       | Tchécoslovaquie | Défenseur      |
| 99  | 5e   | Sylvain Charland   | Canada          | Ailier gauche  |
| 108 | 6e   | Ronald Dreger      | Canada          | Ailier gauche  |
| 115 | 6e   | Craig Kales        | États-Unis      | Ailier droit   |
| 129 | 7e   | Dominic Campedelli | États-Unis      | Défenseur      |
| 139 | 7e   | Jeff Triano        | Canada          | Défenseur      |
| 171 | 9e   | Miroslav Ihnacak   | Tchécoslovaquie | Ailier gauche  |
| 192 | 10e  | Leigh Verstraete   | Canada          | Ailier droit   |
| 213 | 11e  | Tim Loven          | États-Unis      | Défenseur      |
| 234 | 12e  | James Appleby      | Canada          | Gardien de but |

### 1983
| No  | Tour | Nom            | Nationalité | Position       |
| --- | ---- | -------------- | ----------- | -------------- |
| 7   | 1er  | Russ Courtnall | Canada      | Ailier droit   |
| 28  | 2e   | Jeff Jackson   | Canada      | Ailier gauche  |
| 48  | 3e   | Allan Bester   | Canada      | Gardien de but |
| 83  | 5e   | Dan Hodgson    | Canada      | Centre         |
| 128 | 7e   | Cam Plante     | Canada      | Défenseur      |
| 148 | 8e   | Paul Bifano    | Canada      | Ailier gauche  |
| 168 | 9e   | Cliff Abrecht  | Canada      | Défenseur      |
| 184 | 10e  | Greg Rolston   | États-Unis  | Ailier droit   |
| 188 | 10e  | Brian Ross     | Canada      | Défenseur      |
| 208 | 11e  | Mike Tomlak    | Canada      | Centre         |
| 228 | 12e  | Ron Choules    | Canada      | Ailier gauche  |

### 1984
| No  | Tour | Nom             | Nationalité     | Position       |
| --- | ---- | --------------- | --------------- | -------------- |
| 4   | 1er  | Al Iafrate      | États-Unis      | Défenseur      |
| 25  | 2e   | Todd Gill       | Canada          | Défenseur      |
| 67  | 4e   | Jeff Reese      | Canada          | Gardien de but |
| 88  | 5e   | Jack Capuano    | États-Unis      | Défenseur      |
| 109 | 6e   | Fabian Joseph   | Canada          | Centre         |
| 130 | 7e   | Joseph MacInnis | États-Unis      | Centre         |
| 151 | 8e   | Derek Laxdal    | Canada          | Ailier droit   |
| 172 | 9e   | Dan Turner      | Canada          | Ailier gauche  |
| 193 | 10e  | David Buckley   | États-Unis      | Défenseur      |
| 214 | 11e  | Michael Wurst   | États-Unis      | Ailier gauche  |
| 235 | 12e  | Peter Slanina   | Tchécoslovaquie | Défenseur      |

### 1985
| No  | Tour | Nom             | Nationalité     | Position       |
| --- | ---- | --------------- | --------------- | -------------- |
| 1er | 1er  | Wendel Clark    | Canada          | Ailier gauche  |
| 22  | 2e   | Ken Spangler    | Canada          | Défenseur      |
| 43  | 3e   | Dave Thomlinson | Canada          | Ailier gauche  |
| 64  | 4e   | Greg Vey        | Canada          | Centre         |
| 85  | 5e   | Jeff Serowik    | États-Unis      | Défenseur      |
| 106 | 6e   | Jiri Latal      | Tchécoslovaquie | Défenseur      |
| 127 | 7e   | Tim Bean        | Canada          | Ailier gauche  |
| 148 | 8e   | Andy Donahue    | États-Unis      | Centre         |
| 169 | 9e   | Todd Whittemore | États-Unis      | Ailier droit   |
| 190 | 10e  | Bobby Reynolds  | États-Unis      | Ailier gauche  |
| 211 | 11e  | Tim Armstrong   | Canada          | Centre         |
| 232 | 12e  | Mitch Murphy    | Canada          | Gardien de but |

### 1986
| No  | Tour | Nom                | Nationalité | Position       |
| --- | ---- | ------------------ | ----------- | -------------- |
| 6   | 1er  | Vincent Damphousse | Canada      | Centre         |
| 36  | 2e   | Darryl Shannon     | Canada      | Défenseur      |
| 48  | 3e   | Sean Boland        | Canada      | Défenseur      |
| 69  | 4e   | Kent Hulst         | Canada      | Centre         |
| 90  | 5e   | Scott Taylor       | Canada      | Défenseur      |
| 111 | 6e   | Stéphane Giguère   | Canada      | Ailier gauche  |
| 132 | 7e   | Danny Hie          | Canada      | Centre         |
| 153 | 8e   | Stephen Brennan    | États-Unis  | Ailier droit   |
| 174 | 9e   | Brian Bellefeuille | États-Unis  | Ailier gauche  |
| 195 | 10e  | Sean Davidson      | Canada      | Ailier droit   |
| 216 | 11e  | Mark Holick        | Canada      | Ailier droit   |
| 237 | 12e  | Brian Hoard        | Canada      | Défenseur      |
| 21  | R.S  | Art Fitzgerald     | États-Unis  | Gardien de but |

### 1987
| No  | Tour | Nom                | Nationalité | Position       |
| --- | ---- | ------------------ | ----------- | -------------- |
| 7   | 1er  | Luke Richardson    | Canada      | Défenseur      |
| 28  | 2e   | Daniel Marois      | Canada      | Ailier droit   |
| 49  | 3e   | John McIntyre      | Canada      | Centre         |
| 71  | 4e   | Joe Sacco          | États-Unis  | Ailier gauche  |
| 91  | 5e   | Mike Eastwood      | Canada      | Centre         |
| 112 | 6e   | Damian Rhodes      | États-Unis  | Gardien de but |
| 133 | 7e   | Trevor Jobe        | Canada      | Ailier droit   |
| 154 | 8e   | Christopher Jensen | États-Unis  | Défenseur      |
| 175 | 9e   | Brian Blad         | Canada      | Défenseur      |
| 196 | 10e  | Ronald Bernacci    | Canada      | Centre         |
| 217 | 11e  | Ken Alexander      | États-Unis  | Défenseur      |
| 238 | 12e  | Alexander Weinrich | États-Unis  | Défenseur      |

### 1988
| No  | Tour | Nom               | Nationalité | Position       |
| --- | ---- | ----------------- | ----------- | -------------- |
| 6   | 1er  | Scott Pearson     | Canada      | Ailier gauche  |
| 27  | 2e   | Tie Domi          | Canada      | Ailier droit   |
| 48  | 3e   | Peter Ing         | Canada      | Gardien de but |
| 69  | 4e   | Edward Crowley    | États-Unis  | Défenseur      |
| 86  | 5e   | Leonard Esau      | Canada      | Défenseur      |
| 132 | 7e   | Matthew Mallgrave | États-Unis  | Centre         |
| 153 | 8e   | Roger Elvenas     | Suède       | Centre         |
| 174 | 9e   | Michael Delay     | États-Unis  | Défenseur      |
| 195 | 10e  | David Sacco       | États-Unis  | Ailier gauche  |
| 216 | 11e  | Michael Gregorio  | États-Unis  | Gardien de but |
| 237 | 12e  | Peter Deboer      | Canada      | Centre         |
| 11  | R.S  | Dean Anderson     | Canada      | Gardien de but |

### 1989
| No  | Tour | Nom                 | Nationalité | Position      |
| --- | ---- | ------------------- | ----------- | ------------- |
| 3   | 1er  | Scott Thornton      | Canada      | Ailier gauche |
| 12  | 1er  | Rob Pearson         | Canada      | Ailier droit  |
| 21  | 1er  | Steve Bancroft      | Canada      | Défenseur     |
| 66  | 4e   | Matt Martin         | États-Unis  | Défenseur     |
| 96  | 5e   | Keith Carney        | États-Unis  | Défenseur     |
| 108 | 6e   | David Burke         | États-Unis  | Défenseur     |
| 125 | 6e   | Michael Doers       | États-Unis  | Ailier droit  |
| 129 | 7e   | Keith Merkler       | États-Unis  | Ailier gauche |
| 150 | 8e   | Derek Langille      | Canada      | Défenseur     |
| 171 | 9e   | Jeffrey St. Laurent | États-Unis  | Ailier droit  |
| 192 | 10e  | Justin Tomberlin    | États-Unis  | Centre        |
| 213 | 11e  | Michael Jackson     | Canada      | Ailier droit  |
| 234 | 12e  | Steve Chartrand     | Canada      | Ailier gauche |
| 3   | R.S  | Dave Thomlinson     | Canada      | Centre        |
| 8   | R.S  | Mike Moes           | Canada      | Centre        |

### 1990
| No  | Tour | Nom                 | Nationalité      | Position       |
| --- | ---- | ------------------- | ---------------- | -------------- |
| 10  | 1er  | Drake Berehowsky    | Canada           | Défenseur      |
| 31  | 2e   | Félix Potvin        | Canada           | Gardien de but |
| 73  | 4e   | Darby Hendrickson   | États-Unis       | Centre         |
| 80  | 4e   | Greg Walters        | Canada           | Centre         |
| 115 | 6e   | Oleksandr Hodyniouk | Union soviétique | Défenseur      |
| 136 | 7e   | Éric Lacroix        | Canada           | Ailier gauche  |
| 157 | 8e   | Dan Stiver          | Canada           | Ailier droit   |
| 178 | 9e   | Robert Horyna       | Tchécoslovaquie  | Gardien de but |
| 199 | 10e  | Rob Chebator        | États-Unis       | Ailier gauche  |
| 220 | 11e  | Scott Malone        | États-Unis       | Défenseur      |
| 241 | 12e  | Nicholas Vachon     | Canada           | Centre         |
| 14  | R.S  | Martin Robitaille   | Canada           | Centre         |

### 1991
| No  | Tour | Nom                  | Nationalité      | Position       |
| --- | ---- | -------------------- | ---------------- | -------------- |
| 47  | 3e   | Yanic Perreault      | Canada           | Centre         |
| 69  | 4e   | Terry Chitaroni      | Canada           | Centre         |
| 102 | 5e   | Alexeï Koudachov     | Union soviétique | Centre         |
| 113 | 6e   | Jeff Perry           | Canada           | Ailier gauche  |
| 120 | 6e   | Aleksandr Kouzminski | Union soviétique | Centre         |
| 135 | 7e   | Martin Procházka     | Tchécoslovaquie  | Ailier droit   |
| 160 | 8e   | Dmitri Mironov       | Union soviétique | Défenseur      |
| 164 | 8e   | Robb McIntyre        | États-Unis       | Ailier gauche  |
| 167 | 8e   | Tomáš Kucharčík      | Tchécoslovaquie  | Centre         |
| 179 | 9e   | Guy Lehoux           | Canada           | Défenseur      |
| 201 | 10e  | Gary Miller          | Canada           | Défenseur      |
| 223 | 11e  | Jonathan Kelley      | États-Unis       | Centre         |
| 245 | 12e  | Chris O'Rourke       | Canada           | Défenseur      |
| 3   | R.S  | Patrick McGarry      | États-Unis       | Gardien de but |
| 9   | R.S  | Joe McCarthy         | Canada           | Ailier gauche  |

### 1992
| No  | Tour | Nom                   | Nationalité     | Position     |
| --- | ---- | --------------------- | --------------- | ------------ |
| 8   | 1er  | Brandon Convery       | Canada          | Centre       |
| 23  | 1er  | Grant Marshall        | Canada          | Ailier droit |
| 77  | 4e   | Nikolaï Borchtchevski | Russie          | Ailier droit |
| 95  | 4e   | Mark Raiter           | Canada          | Défenseur    |
| 101 | 5e   | Janne Gronvall        | Finlande        | Défenseur    |
| 106 | 5e   | Chris Deruiter        | Canada          | Ailier droit |
| 125 | 6e   | Mikael Håkansson      | Suède           | Centre       |
| 149 | 7e   | Patrik Augusta        | Tchécoslovaquie | Ailier droit |
| 173 | 8e   | Ryan VandenBussche    | Canada          | Ailier droit |
| 197 | 9e   | Wayne Clarke          | Canada          | Ailier droit |
| 221 | 10e  | Sergueï Simonov       | Russie          | Défenseur    |
| 245 | 11e  | Nathan Dempsey        | Canada          | Défenseur    |
| 5   | R.S  | Nick Wohlers          | Canada          | Défenseur    |

### 1993
| No  | Tour | Nom            | Nationalité        | Position       |
| --- | ---- | -------------- | ------------------ | -------------- |
| 12  | 1er  | Kenny Jönsson  | Suède              | Défenseur      |
| 19  | 1er  | Landon Wilson  | États-Unis         | Ailier droit   |
| 123 | 5e   | Zdenek Nedved  | République tchèque | Ailier droit   |
| 149 | 6e   | Paul Vincent   | États-Unis         | Centre         |
| 175 | 7e   | Jeff Andrews   | Canada             | Ailier gauche  |
| 201 | 8e   | David Brumby   | Canada             | Gardien de but |
| 253 | 10e  | Kyle Ferguson  | Canada             | Ailier droit   |
| 279 | 11e  | Mikhaïl Lapine | Russie             | Défenseur      |

### 1994
| No  | Tour | Nom              | Nationalité | Position       |
| --- | ---- | ---------------- | ----------- | -------------- |
| 16  | 1er  | Éric Fichaud     | Canada      | Gardien de but |
| 48  | 2e   | Sean Haggerty    | États-Unis  | Ailier gauche  |
| 64  | 3e   | Fredrik Modin    | Suède       | Ailier gauche  |
| 126 | 5e   | Mark Deyell      | Canada      | Centre         |
| 152 | 6e   | Kam White        | États-Unis  | Défenseur      |
| 178 | 7e   | Tommi Rajamäki   | Finlande    | Défenseur      |
| 204 | 8e   | Rob Butler       | Canada      | Ailier gauche  |
| 256 | 10e  | Sergueï Berezine | Russie      | Ailier gauche  |
| 282 | 11e  | Doug Nolan       | États-Unis  | Ailier gauche  |

### 1995
| No  | Tour | Nom              | Nationalité        | Position       |
| --- | ---- | ---------------- | ------------------ | -------------- |
| 15  | 1er  | Jeff Ware        | Canada             | Défenseur      |
| 54  | 3e   | Ryan Pepperall   | Canada             | Ailier droit   |
| 139 | 6e   | Doug Bonner      | États-Unis         | Gardien de but |
| 145 | 6e   | Yannick Tremblay | Canada             | Défenseur      |
| 171 | 7e   | Marek Melenovsky | République tchèque | Centre         |
| 197 | 8e   | Mark Murphy      | États-Unis         | Ailier gauche  |
| 223 | 9e   | Daniil Markov    | Russie             | Défenseur      |

### 1996
| No  | Tour | Nom                 | Nationalité        | Position       |
| --- | ---- | ------------------- | ------------------ | -------------- |
| 36  | 2e   | Marek Posmyk        | République tchèque | Défenseur      |
| 50  | 2e   | Francis Larivée     | Canada             | Gardien de but |
| 66  | 3e   | Mike Lankshear      | Canada             | Défenseur      |
| 68  | 3e   | Konstantin Kalmikov | Ukraine            | Ailier gauche  |
| 86  | 4e   | Jason Sessa         | États-Unis         | Ailier droit   |
| 103 | 4e   | Vladimir Antipov    | Russie             | Ailier gauche  |
| 110 | 5e   | Peter Cava          | Canada             | Centre         |
| 111 | 5e   | Brandon Sugden      | Canada             | Ailier droit   |
| 140 | 6e   | Dmitro Yakouchine   | Ukraine            | Défenseur      |
| 148 | 6e   | Chris Bogas         | États-Unis         | Défenseur      |
| 151 | 6e   | Lucio Demartinis    | Canada             | Ailier gauche  |
| 178 | 7e   | Reggie Berg         | États-Unis         | Centre         |
| 204 | 8e   | Tomáš Kaberle       | République tchèque | Défenseur      |
| 230 | 9e   | Jared Hope          | Canada             | Centre         |

### 1997
| No  | Tour | Nom               | Nationalité        | Position      |
| --- | ---- | ----------------- | ------------------ | ------------- |
| 57  | 3e   | Jeff Farkas       | États-Unis         | Centre        |
| 84  | 4e   | Adam Mair         | Canada             | Centre        |
| 111 | 5e   | Frantisek Mrazek  | République tchèque | Centre        |
| 138 | 6e   | Eric Gooldy       | États-Unis         | Ailier gauche |
| 165 | 7e   | Hugo Marchand     | Canada             | Défenseur     |
| 190 | 7e   | Shawn Thornton    | Canada             | Ailier gauche |
| 194 | 8e   | Russ Bartlett     | États-Unis         | Centre        |
| 221 | 9e   | Jonathan Hedström | Suède              | Ailier droit  |

### 1998
| No  | Tour | Nom                 | Nationalité        | Position       |
| --- | ---- | ------------------- | ------------------ | -------------- |
| 10  | 1er  | Nikolai Antropov    | Kazakhstan         | Centre         |
| 35  | 2e   | Petr Svoboda        | République tchèque | Défenseur      |
| 69  | 3e   | Jamie Hodson        | Canada             | Gardien de but |
| 87  | 4e   | Alexei Ponikarovsky | Ukraine            | Ailier gauche  |
| 126 | 5e   | Morgan Warren       | Canada             | Ailier droit   |
| 154 | 6e   | Allan Rourke        | Canada             | Défenseur      |
| 181 | 7e   | Jonathan Gagnon     | Canada             | Centre         |
| 215 | 8e   | Dwight Wolfe        | Canada             | Défenseur      |
| 228 | 8e   | Michal Travnicek    | République tchèque | Ailier gauche  |
| 236 | 9e   | Sergei Rostov       | Russie             | Défenseur      |

### 1999
| No  | Tour | Nom               | Nationalité        | Position       |
| --- | ---- | ----------------- | ------------------ | -------------- |
| 24  | 1er  | Luca Cereda       | Suisse             | Centre         |
| 60  | 2e   | Peter Reynolds    | Canada             | Défenseur      |
| 108 | 4e   | Mirko Murovic     | Canada             | Ailier gauche  |
| 110 | 4e   | Jonathan Zion     | Canada             | Défenseur      |
| 151 | 5e   | Vaclav Zavoral    | République tchèque | Défenseur      |
| 161 | 6e   | Jan Sochor        | République tchèque | Ailier droit   |
| 211 | 7e   | Vladimir Koulikov | Russie             | Gardien de but |
| 239 | 8e   | Pierre Hedin      | Suède              | Défenseur      |
| 267 | 9e   | Peter Metcalf     | États-Unis         | Défenseur      |

### 2000
| No  | Tour | Nom                  | Nationalité | Position       |
| --- | ---- | -------------------- | ----------- | -------------- |
| 24  | 1er  | Brad Boyes           | Canada      | Centre         |
| 51  | 2e   | Kris Vernarsky       | États-Unis  | Centre         |
| 70  | 3e   | Mikael Tellqvist     | Suède       | Gardien de but |
| 90  | 3e   | Jean-François Racine | Canada      | Gardien de but |
| 100 | 4e   | Miguel Delisle       | Canada      | Ailier droit   |
| 179 | 6e   | Vadim Sozinov        | Kazakhstan  | Centre         |
| 209 | 7e   | Markus Seikola       | Finlande    | Défenseur      |
| 223 | 7e   | Lubos Velebny        | Slovaquie   | Défenseur      |
| 254 | 8e   | Aleksandr Chinkar    | Russie      | Ailier droit   |
| 265 | 9e   | Jean-Philippe Côté   | Canada      | Défenseur      |

### 2001
| No  | Tour | Nom               | Nationalité        | Position       |
| --- | ---- | ----------------- | ------------------ | -------------- |
| 17  | 1er  | Carlo Colaiacovo  | Canada             | Défenseur      |
| 39  | 2e   | Karel Pilař       | République tchèque | Défenseur      |
| 65  | 3e   | Brendan Bell      | Canada             | Défenseur      |
| 82  | 3e   | Jay Harrison      | Canada             | Défenseur      |
| 88  | 3e   | Nicolas Corbeil   | Canada             | Centre         |
| 134 | 5e   | Kyle Wellwood     | Canada             | Centre         |
| 168 | 6e   | Maksim Kondratiev | Russie             | Défenseur      |
| 183 | 6e   | Jaroslav Sklenar  | République tchèque | Attaquant      |
| 198 | 7e   | Ivan Kolozvary    | Slovaquie          | Attaquant      |
| 213 | 7e   | Ján Chovan        | Slovaquie          | Gardien de but |
| 246 | 8e   | Tomáš Mojžíš      | République tchèque | Défenseur      |
| 276 | 9e   | Mike Knoepfli     | Canada             | Ailier gauche  |

### 2002
| No  | Tour | Nom              | Nationalité        | Position       |
| --- | ---- | ---------------- | ------------------ | -------------- |
| 24  | 1er  | Alexander Steen  | Canada             | Centre         |
| 57  | 2e   | Matthew Stajan   | Canada             | Centre         |
| 74  | 3e   | Todd Ford        | Canada             | Gardien de but |
| 88  | 3e   | Dominic D'Amour  | Canada             | Défenseur      |
| 122 | 4e   | David Turon      | République tchèque | Défenseur      |
| 191 | 6e   | Ian White        | Canada             | Défenseur      |
| 222 | 7e   | Scott May        | Canada             | Attaquant      |
| 254 | 8e   | Jarkko Immonen   | Finlande           | Centre         |
| 285 | 9e   | Staffan Kronwall | Suède              | Défenseur      |

### 2003
| No  | Tour | Nom               | Nationalité | Position      |
| --- | ---- | ----------------- | ----------- | ------------- |
| 57  | 2e   | John Doherty      | États-Unis  | Défenseur     |
| 91  | 3e   | Martin Sagat      | Slovaquie   | Ailier gauche |
| 125 | 4e   | Konstantin Volkov | Russie      | Ailier droit  |
| 158 | 5e   | John Mitchell     | Canada      | Centre        |
| 220 | 7e   | Jeremy Williams   | Canada      | Centre        |
| 237 | 8e   | Shaun Landolt     | Canada      | Ailier droit  |

### 2004
| No  | Tour | Nom             | Nationalité        | Position       |
| --- | ---- | --------------- | ------------------ | -------------- |
| 90  | 3e   | Justin Pogge    | Canada             | Gardien de but |
| 113 | 4e   | Roman Kukumberg | Slovaquie          | Attaquant      |
| 157 | 5e   | Dmitri Vorobiov | Russie             | Défenseur      |
| 187 | 6e   | Robbie Earl     | États-Unis         | Ailier gauche  |
| 220 | 7e   | Maksim Semionov | Kazakhstan         | Défenseur      |
| 252 | 8e   | Jan Steber      | République tchèque | Attaquant      |
| 285 | 9e   | Pierce Norton   | États-Unis         | Ailier droit   |

### 2005
| No  | Tour | Nom            | Nationalité | Position       |
| --- | ---- | -------------- | ----------- | -------------- |
| 21  | 1er  | Tuukka Rask    | Finlande    | Gardien de but |
| 82  | 3e   | Phil Oreskovic | Canada      | Défenseur      |
| 153 | 5e   | Alex Berry     | États-Unis  | Ailier droit   |
| 173 | 6e   | Johan Dahlberg | Suède       | Attaquant      |
| 216 | 7e   | Anton Strålman | Suède       | Défenseur      |
| 228 | 7e   | Chad Rau       | États-Unis  | Centre         |

### 2006
| No  | Tour | Nom                | Nationalité        | Position       |
| --- | ---- | ------------------ | ------------------ | -------------- |
| 13  | 1er  | Jiří Tlustý        | République tchèque | Attaquant      |
| 44  | 2e   | Nikolaï Kouliomine | Russie             | Attaquant      |
| 99  | 4e   | James Reimer       | Canada             | Gardien de but |
| 111 | 4e   | Korbinian Holzer   | Allemagne          | Défenseur      |
| 161 | 6e   | Viktor Stålberg    | Suède              | Ailier gauche  |
| 166 | 6e   | Tyler Ruegsegger   | États-Unis         | Attaquant      |
| 180 | 6e   | Leo Komarov        | Estonie            | Centre         |

### 2007
| No  | Tour | Nom                    | Nationalité | Position      |
| --- | ---- | ---------------------- | ----------- | ------------- |
| 74  | 3e   | Dale Mitchell          | Canada      | Ailier droit  |
| 99  | 4e   | Matt Frattin           | Canada      | Ailier droit  |
| 104 | 4e   | Ben Winnett            | Canada      | Ailier gauche |
| 134 | 5e   | Juraj Mikúš            | Slovaquie   | Défenseur     |
| 164 | 6e   | Christopher DiDomenico | Canada      | Centre        |
| 194 | 7e   | Carl Gunnarsson        | Suède       | Défenseur     |

### 2008
| No  | Tour | Nom                  | Nationalité | Position       |
| --- | ---- | -------------------- | ----------- | -------------- |
| 5   | 1er  | Luke Schenn          | Canada      | Défenseur      |
| 60  | 2e   | Jimmy Hayes          | États-Unis  | Ailier droit   |
| 98  | 4e   | Mikhaïl Stefanovitch | Biélorussie | Centre         |
| 128 | 5e   | Greg Pateryn         | États-Unis  | Défenseur      |
| 129 | 5e   | Joel Champagne       | Canada      | Centre         |
| 130 | 5e   | Jerome Flaake        | Allemagne   | Ailier gauche  |
| 158 | 6e   | Grant Rollheiser     | Canada      | Gardien de but |
| 188 | 7e   | Andrew MacWilliam    | Canada      | Défenseur      |

### 2009
| No  | Tour | Nom           | Nationalité | Position      |
| --- | ---- | ------------- | ----------- | ------------- |
| 7   | 1er  | Nazem Kadri   | Canada      | Centre        |
| 50  | 2e   | Kenny Ryan    | États-Unis  | Ailier droit  |
| 58  | 2e   | Jesse Blacker | Canada      | Défenseur     |
| 68  | 3e   | Jamie Devane  | Canada      | Ailier gauche |
| 128 | 5e   | Eric Knodel   | États-Unis  | Défenseur     |
| 158 | 6e   | Jerry D'Amigo | États-Unis  | Ailier droit  |
| 188 | 7e   | Barron Smith  | États-Unis  | Défenseur     |

### 2010
| No  | Tour | Nom             | Nationalité | Position      |
| --- | ---- | --------------- | ----------- | ------------- |
| 43  | 2e   | Brad Ross       | Canada      | Ailier gauche |
| 62  | 3e   | Greg McKegg     | Canada      | Centre        |
| 79  | 3e   | Sondre Olden    | Norvège     | Ailier gauche |
| 116 | 4e   | Petter Granberg | Suède       | Défenseur     |
| 144 | 5e   | Sam Carrick     | Canada      | Centre        |
| 146 | 5e   | Daniel Brodin   | Suède       | Ailier gauche |
| 182 | 7e   | Josh Nicholls   | Canada      | Ailier droit  |

### 2011
| No  | Tour | Nom              | Nationalité | Position       |
| --- | ---- | ---------------- | ----------- | -------------- |
| 22  | 1er  | Tyler Biggs      | États-Unis  | Ailier droit   |
| 25  | 1er  | Stuart Percy     | Canada      | Défenseur      |
| 86  | 3e   | Josh Leivo       | Canada      | Ailier gauche  |
| 100 | 4e   | Tom Nilsson      | Suède       | Défenseur      |
| 130 | 5e   | Tony Cameranesi  | États-Unis  | Centre         |
| 152 | 6e   | David Broll      | Canada      | Ailier gauche  |
| 173 | 6e   | Dennis Robertson | Canada      | Défenseur      |
| 190 | 7e   | Garret Sparks    | États-Unis  | Gardien de but |
| 203 | 7e   | Max Everson      | États-Unis  | Défenseur      |

### 2012
| No  | Tour | Nom              | Nationalité | Position     |
| --- | ---- | ---------------- | ----------- | ------------ |
| 5   | 1er  | Morgan Rielly    | Canada      | Défenseur    |
| 35  | 2e   | Matthew Finn     | Canada      | Défenseur    |
| 126 | 5e   | Dominic Toninato | États-Unis  | Centre       |
| 156 | 6e   | Connor Brown     | Canada      | Ailier droit |
| 157 | 6e   | Ryan Rupert      | Canada      | Centre       |
| 209 | 7e   | Viktor Lööv      | Suède       | Défenseur    |

### 2013
| No  | Tour | Nom               | Nationalité | Position       |
| --- | ---- | ----------------- | ----------- | -------------- |
| 21  | 1er  | Frédérik Gauthier | Canada      | Centre         |
| 82  | 3e   | Carter Verhaeghe  | Canada      | Centre         |
| 142 | 5e   | Fabrice Herzog    | Suisse      | Ailier droit   |
| 172 | 6e   | Antoine Bibeau    | Canada      | Gardien de but |
| 202 | 7e   | Andreas Johnsson  | Suède       | Ailier gauche  |

### 2014
| No  | Tour | Nom              | Nationalité | Position      |
| --- | ---- | ---------------- | ----------- | ------------- |
| 8   | 1er  | William Nylander | Canada      | Centre        |
| 68  | 3e   | Rinat Valiev     | Russie      | Défenseur     |
| 103 | 4e   | John Piccinich   | États-Unis  | Ailier droit  |
| 128 | 5e   | Dakota Joshua    | États-Unis  | Centre        |
| 158 | 6e   | Nolan Vesey      | États-Unis  | Ailier gauche |
| 188 | 7e   | Pierre Engvall   | Suède       | Ailier gauche |

### 2015
| No  | Tour | Nom               | Nationalité | Position      |
| --- | ---- | ----------------- | ----------- | ------------- |
| 4   | 1er  | Mitchell Marner   | Canada      | Centre        |
| 34  | 2e   | Travis Dermott    | Canada      | Défenseur     |
| 61  | 2e   | Jeremy Bracco     | États-Unis  | Ailier droit  |
| 65  | 3e   | Andrew Nielsen    | Canada      | Défenseur     |
| 68  | 3e   | Mārtiņš Dzierkals | Lettonie    | Ailier gauche |
| 95  | 4e   | Jesper Lindgren   | Suède       | Défenseur     |
| 125 | 5e   | Dmytro Timashov   | Ukraine     | Ailier gauche |
| 155 | 6e   | Stephen Desrocher | Canada      | Défenseur     |
| 185 | 7e   | Nikita Korostelev | Russie      | Ailier droit  |

### 2016
| No  | Tour | Nom                | Nationalité | Position       |
| --- | ---- | ------------------ | ----------- | -------------- |
| 1er | 1er  | Auston Matthews    | États-Unis  | Centre         |
| 31  | 2e   | Iegor Korchkov     | Russie      | Ailier droit   |
| 57  | 2e   | Carl Grundström    | Suède       | Ailier droit   |
| 62  | 3e   | Joseph Woll        | États-Unis  | Gardien de but |
| 72  | 3e   | James Greenway     | États-Unis  | Défenseur      |
| 92  | 4e   | Adam Brooks        | Canada      | Centre         |
| 101 | 4e   | Keaton Middleton   | Canada      | Défenseur      |
| 122 | 5e   | Vladimir Bobyliov  | Russie      | Ailier droit   |
| 152 | 6e   | Jack Walker        | États-Unis  | Défenseur      |
| 179 | 6e   | Nicolas Mattinen   | Canada      | Défenseur      |
| 182 | 7e   | Nikolaï Tchebykine | Russie      | Ailier gauche  |

### 2017
| No  | Tour | Nom               | Nationalité | Position       |
| --- | ---- | ----------------- | ----------- | -------------- |
| 17  | 1er  | Timothy Liljegren | Suède       | Défenseur      |
| 59  | 2e   | Eemeli Rasanen    | Finlande    | Défenseur      |
| 110 | 4e   | Ian Scott         | Canada      | Gardien de but |
| 124 | 4e   | Vladislav Kara    | Russie      | Ailier gauche  |
| 141 | 5e   | Fedor Gordeev     | Canada      | Défenseur      |
| 172 | 6e   | Ryan McGregor     | Canada      | Centre         |
| 203 | 7e   | Ryan O'Connell    | Canada      | Défenseur      |

### 2018
| No  | Tour | Nom                       | Nationalité        | Position       |
| --- | ---- | ------------------------- | ------------------ | -------------- |
| 29  | 1er  | Rasmus Sandin             | Suède              | Défenseur      |
| 52  | 2e   | Sean Durzi                | Canada             | Défenseur      |
| 76  | 3e   | Semion Der-Argoutchintsev | Russie             | Centre         |
| 83  | 3e   | Riley Stotts              | Canada             | Centre         |
| 118 | 4e   | Mac Hollowell             | Canada             | Défenseur      |
| 149 | 5e   | Filip Král                | République tchèque | Défenseur      |
| 156 | 6e   | Pontus Holmberg           | Suède              | Ailier droit   |
| 209 | 7e   | Zachary Bouthillier       | Canada             | Gardien de but |
| 211 | 7e   | Semion Kizimov            | Russie             | Ailier droit   |

### 2019
| No  | Tour | Nom                | Nationalité | Position      |
| --- | ---- | ------------------ | ----------- | ------------- |
| 53  | 2e   | Nicholas Robertson | États-Unis  | Ailier gauche |
| 84  | 3e   | Mikko Kokkonen     | Finlande    | Défenseur     |
| 115 | 4e   | Mikhaïl Abramov    | Russie      | Centre        |
| 124 | 4e   | Nicholas Abruzzese | États-Unis  | Centre        |
| 146 | 5e   | Michael Koster     | États-Unis  | Défenseur     |
| 204 | 7e   | Kalle Loponen      | Finlande    | Défenseur     |

### 2020
| No  | Tour | Nom                 | Nationalité | Position       |
| --- | ---- | ------------------- | ----------- | -------------- |
| 15  | 1er  | Rodion Amirov       | Russie      | Ailier gauche  |
| 59  | 2e   | Roni Hirvonen       | Finlande    | Centre         |
| 64  | 3e   | Topi Niemela        | Finlande    | Défenseur      |
| 106 | 4e   | Artour Akhtiamov    | Russie      | Gardien de but |
| 122 | 4e   | William Villeneuve  | Canada      | Défenseur      |
| 137 | 5e   | Dmitri Ovtchinnikov | Russie      | Centre         |
| 168 | 6e   | Veeti Miettinen     | Finlande    | Ailier droit   |
| 177 | 6e   | Axel Rindell        | Finlande    | Défenseur      |
| 180 | 6e   | Joe Miller          | États-Unis  | Centre         |
| 189 | 7e   | John Fusco          | États-Unis  | Défenseur      |
| 195 | 7e   | Wyatt Schingoethe   | États-Unis  | Centre         |
| 213 | 7e   | Ryan Tverberg       | Canada      | Centre         |

### 2021
| No  | Tour | Nom               | Nationalité | Position       |
| --- | ---- | ----------------- | ----------- | -------------- |
| 57  | 2e   | Matthew Knies     | États-Unis  | Ailier gauche  |
| 153 | 5e   | Ty Voit           | États-Unis  | Ailier gauche  |
| 185 | 6e   | Viatcheslav Peksa | Russie      | Gardien de but |

### 2022
| No  | Tour | Nom                  | Nationalité | Position       |
| --- | ---- | -------------------- | ----------- | -------------- |
| 38  | 2e   | Fraser Minten        | Canada      | Centre         |
| 95  | 3e   | Nicholas Moldenhauer | Canada      | Ailier droit   |
| 122 | 4e   | Dennis Hildeby       | Suède       | Gardien de but |
| 135 | 5e   | Nikita Grebionkine   | Russie      | Ailier droit   |
| 218 | 7e   | Brandon Lisowsky     | Canada      | Ailier gauche  |